# Цеси (Чечня)
Це́си (чечен. Цlе́са, Цӏе́с, диал. Цlа́се) — село в Шаройском районе Чеченской Республики. Административный центр Цесинского сельского поселения.

## География
Село расположено на правом берегу реки Цесиахк, в 8 км к северо-западу от районного центра Химой.
Ближайшие населённые пункты: на северо-западе — сёла Тазбичи (Чантий) и Зумсой, на юго-востоке — сёла Кири и Химой, на севере — село Дай, на юге — село Шарой.

## Население
| 2002 | 2010 | 2012 | 2013 | 2014 | 2015 | 2016 |
| ---- | ---- | ---- | ---- | ---- | ---- | ---- |
| 71   | ↗111 | ↘106 | ↘100 | ↘93  | ↘88  | ↗91  |
| 2017 | 2018 | 2019 | 2020 | 2021 | 2023 | 2024 |
| ↘85  | ↗91  | →91  | ↗92  | ↘30  | ↘28  | ↘25  |